# Rachel H. Hunt
Rachel Henderson Hunt (Katmandú, 19 de mayo de 1965) es una política estadounidense que ejerce como vicegobernadora de Carolina del Norte desde 2025. Miembro del Partido Demócrata, anteriormente fue miembro del Senado del Estado de Carolina del Norte. 
Fue elegida en noviembre de 2022 para representar al distrito 42 con sede en el condado de Mecklenburg. Previamente, Hunt cumplió dos mandatos en la Cámara de Representantes de Carolina del Norte, venciendo dos veces al republicano Bill Brawley.
Cuando prestó juramento como vicegobernadora el 1 de enero de 2025, Hunt se convertió en la primera demócrata elegida para el cargo de vicegobernador en 12 años desde Walter Dalton y en la segunda vicegobernadora de Carolina del Norte después de Bev Perdue.

## Primeros años y educación
Hunt es la hija del exgobernador Jim Hunt y su esposa Carolyn. Abogada y consejera universitaria certificada, es graduada de la Universidad de Carolina del Norte en Chapel Hill y de la Facultad de Derecho de la Universidad de Carolina del Sur.

## Carrera legislativa

### Elecciones
Hunt fue elegido por primera vez para la Cámara de Representantes de Carolina del Norte en 2018, después de derrotar al actual senador republicano William M. Brawley. La carrera de 2018 se decidió por solo 68 votos después de ser una de las carreras legislativas más caras del estado ese año. Hunt fue reelegido en 2020 con un 9,86% en una revancha contra Brawley. En 2022, Hunt fue elegido para el Senado de Carolina del Norte para reemplazar a Jeff Jackson, quien dejó el puesto para postularse para el Senado de los Estados Unidos. El 8 de noviembre de 2022, Hunt derrotó a Cheryl Russo en la carrera para representar al distrito 42 del estado.

### Mandato
A pesar de ser parte de la minoría, Hunt ayudó a aprobar varias leyes bipartidistas, incluida una legislación de energía limpia para reducir las emisiones de carbono en un 70%. Hunt también ha copatrocinado proyectos de ley para codificar Roe v. Wade y ampliar Medicaid.

## Campaña para vicegobernadora
En 2024, Hunt se postuló como candidato demócrata para el cargo de vicegobernadora de Carolina del Norte. Con el respaldo del gobernador Roy Cooper, se presentó con una plataforma de mayor financiación para la educación pública, mayor acceso a la atención médica y asistencia a las pequeñas empresas. En las elecciones generales se enfrentó al operador político republicano Hal Weatherman. Ella calificó a Weatherman de extremista y se opuso a más restricciones al aborto, algo que Weatherman apoyaba. Hunt ganó las elecciones y se convirtió en el primer demócrata en ganar una carrera para vicegobernador de Carolina del Norte desde 2008.

## Vida personal
Hunt vive en Charlotte, Carolina del Norte y está casada con Olav Nilender, un médico. Juntos tienen dos hijos.